# In Sorte Diaboli
In Sorte Diaboli (în traducere liberă din latină În contact direct cu Satan) este cel de-al șaptelea album de studio al formației Dimmu Borgir. Este ultimul album cu Mustis, ICS Vortex și Hellhammer.
Albumul a fost clasat pe primul loc în topul norvegian, fiind primul album al unei formații black metal care este clasat pe primul loc într-un top național; de asemenea a fost primul album al formației care a fost vândut în peste 15.000 de copii în țara natală, fiind astfel certificat "aur" în Norvegia. In Sorte Diaboli este primul album conceptual al formației. În poveste este vorba despre un preot care, în urma unei revelații, realizează că a stabilit o conexiune directă cu Satan. Ulterior preotul își explorează noua identitate, urmărindu-și destinul, și începe să recruteze oameni pentru o sectă. Dar comunitatea îl etichetează drept Antihrist, iar în final este ars pe rug ca eretic.

## Lista pieselor
1. "The Serpentine Offering" - 05:09
2. "The Chosen Legacy" - 04:16
3. "The Conspiracy Unfolds" - 05:23
4. "The Sacrilegious Scorn" - 03:58
5. "The Fallen Arises" - 02:59
6. "The Sinister Awakening" - 05:09
7. "The Fundamental Alienation" - 05:17
8. "The Invaluable Darkness" - 04:44
9. "The Foreshadowing Furnace" - 05:49

### Piesa bonus inclusă pe ediția europeană
1. "The Ancestral Fever" - 05:51

### Piesa bonus inclusă pe ediția japoneză
1. "Black Metal"[5] - 03:22

### Piesa bonus inclusă pe ediția americană
1. "The Heretic Hammer" - 04:34

## Personal
- Shagrath - vocal
- Silenoz - chitară ritmică
- Galder - chitară
- Mustis - sintetizator
- ICS Vortex - chitară bas
- Hellhammer - baterie

## Clasament
| Țara          | Poziția |
| ------------- | ------- |
| Austria       | 11      |
| Elveția       | 30      |
| Finlanda      | 6       |
| Franța        | 34      |
| Germania      | 7       |
| Norvegia      | 1       |
| Olanda        | 37      |
| Suedia        | 10      |
| Statele Unite | 43      |